# Мухаммад ибн Исхак ибн Манда
Абу Абдуллах Мухаммад ибн Исхак аль-Исфахани (араб. أبو عبد الله مُحمد بن إسحاق الأصبهاني‎). известный как Ибн Манда (араб. ابن منده‎; 922, Исфахан — 1005) — хафиз, мухаддис, автор многочисленных работ по исламскому вероубеждению и науке о хадисах.

## Происхождение
Его полное имя: Абу Абдуллах Мухаммад ибн Исхак ибн Мухаммад ибн Яхъя ибн Манда аль-Исфахани аль-Абди. Он являлся сыном хадисоведа Абу Якуба Исхака, который, в свою очередь, являлся сыном хафиза Мухаммада ибн Яхъи ибн Манды. Его предок Манда, настоящее имя которого Ибрахим ибн аль-Валид ибн Санда ибн Батта ибн Астандар ибн Джахар-бахт. Говорили, что настоящим именем Астандара было Фейруз и он был огнепоклонником, пока не принял ислам когда сподвижники Мухаммада завоевали Исфахан.

## Биография
Абу Абдуллах Ибн Манда родился в 310/311 году хиджры в религиозной семье в Исфахане. Как и его отец и дед, Абу Абдуллах был очень способным и талантливым в мусульманских науках, прежде всего в науке о хадисах. Аль-Хаким ан-Найсабури передал со слов своего шейха Абу Али ан-Найсабури, что он сказал:

Сыновья Манды самые выдающиеся хафизы во всём свете, в прошлом и в настоящем. Не видите ли вы талант (гений) Абу Абдуллаха (ибн Манды)?

Передают, что когда при Абу Нуайме аль-Исфахани упомянули имя Ибн Манды, он, несмотря на взаимную неприязнь между ними, похвалил его, сказав: «Он был горой из числа гор».
В своей книге «Тарих Исфахан» Абу Нуайм аль-Исфахани сообщает, что Абу Абдуллах ибн Манда был хафизом из династии мухаддисов и стал ошибаться в передаче хадисов в конце жизни. Передавал хадисы от Ибн Асйада, Абу Зуры ар-Рази, Ибн аль-Джаруда, от которых он получил разрешения (иджаза) на передачу хадисов.
Среди тех, от кого получал знания Абу Абдуллах ибн Манда значатся не менее 1700 шейхов. На пути требования знаний Ибн Манда посетил практически все края мусульманского мира, в том числе Мавераннахр, Мерв, Нишапур, Хорасан, Багдад, Дамаск, Триполи, Египет, Тунис, Хомс, Газа и многие другие города и регионы. Аз-Захаби сообщает в «Сияр», что Ибн Манда не посещал только Герат, Сиджистан, Керман, Джурджан, Рей, Казвин, Йемен и Басру. В общем счёте он провёл в различным путешествиях тридцать с лишним лет.
Согласно Абу Нуайму и другим историкам, Абу Абдуллах ибн Манда умер в месяце Зуль-када 395 году хиджры.

## Семья
У Абу Абдуллаха Ибн Манды было четыре сына от Асмы бинт Абу Саад Мухаммад ибн Абдуллах аш-Шайбани:
- Абдуррахман (Абуль-Касим)
- Убейдуллах
- Абдуррахим
- Абдуль-Ваххаб